# Meliae
De Meliae zijn de nimfen uit de Griekse mythologie die geboren werden uit het bloed van Ouranos, nadat deze door zijn zoon Kronos gecastreerd werd. De Meliae zijn de beschermers van de es (Fraxinus papillosa). Volgens sommige bronnen zijn de Meliae tevens de nimfen van de bijen en de honing.
De Meliae speelden volgens de oude Grieken een grote rol in de geschiedenis van de mensheid. Ze zouden de derde menselijke generatie, de zogenaamde Bronzen Mens, hebben voortgebracht. Hun zonen waren agressieve strijders, en zouden uit essenhout de eerste speren hebben vervaardigd.
De bekendste van de Meliae is Melia.